# Bagadó
Bagadó es un municipio colombiano ubicado en el departamento de Chocó. Se encuentra a una altitud de 200  m s. n. m. y a 80 km de la capital del departamento, Quibdó. Fue fundado en 1578, y convertido en municipio en 1909. La temperatura promedio es de 28 °C. En el municipio se encuentra el resguardo indígena Andágueda.

## División Político-Administrativa
Además de su Cabecera municipal. Bagadó tiene bajo su jurisdicción los siguientes Centros poblados:
- Cuajandó
- El Salto
- Engrivadó
- La Sierra
- Muchuchi
- Ochoa
- Pescadito
- Playa Bonita
- Vivícora